# ليدل
ليدل هي سلسلة من المتاجر الأوروبية الكبرى لبيع المواد الغذائية، وبعض المواد الأساسية. يقع مقرها الرئيسي في ألمانيا. تأسست سنة 1930، ولها فروع في النمسا، وبلجيكا، وكرواتيا، وقبرص، وجمهورية التشيك، والدنمارك، وفنلندا، وفرنسا، وبلغاريا، واليونان، والمجر، وأيرلندا، وإيطاليا، ولوكسمبورج، ومالطا، والنرويج، والسويد، وهولندا، وبولندا، والبرتغال، وسلوفاكيا، وسلوفينيا، وأسبانيا، والمملكة المتحدة، وسويسرا، والولايات المتحدة.

## تاريخ الشركة
في عام 1930، أصبح يوسف شفارتس شريكًا في شركة مقرها مدينة هايلبرون، تُعرف باسم «شركة تجارة الفواكه الجنوبية بالجملة ليدل وشركاه»، تأسست هذه الشركة من قبل أنطون ليدل عام 1858 تحت اسم «أ. ليدل وشركاه»، وكانت متخصصة في بيع الفواكه الاستوائية. قام شفارتس بإعادة تسمية الشركة إلى «ليدل وشفارتس» ووسّع نشاطها لتشمل تجارة المواد الغذائية بالجملة.  في عام 1977، بدأت سلسلة متاجر ليدل التابعة الى «مجموعة شفارتس» تحت إدارة ديتر شفارتس، نجل يوسف شفارتس، بالتركيز على أسواق التخفيضات والمتاجر الكبرى وأسواق الجملة. تعد العلامة التجارية ليدل مع الشركتان الشقيقتان لها من مجموعة شفارتس، في المرتبة الخامسة عالميا من ناحية مبيعات التجزئة, إذ وصلت المبيعات فيها نحو مبلغ 104.3 مليار يورو (2018).  افتتحت شركة ليدل أول متجر لها في المملكة المتحدة عام 1994.

## المنتجات الخاصة

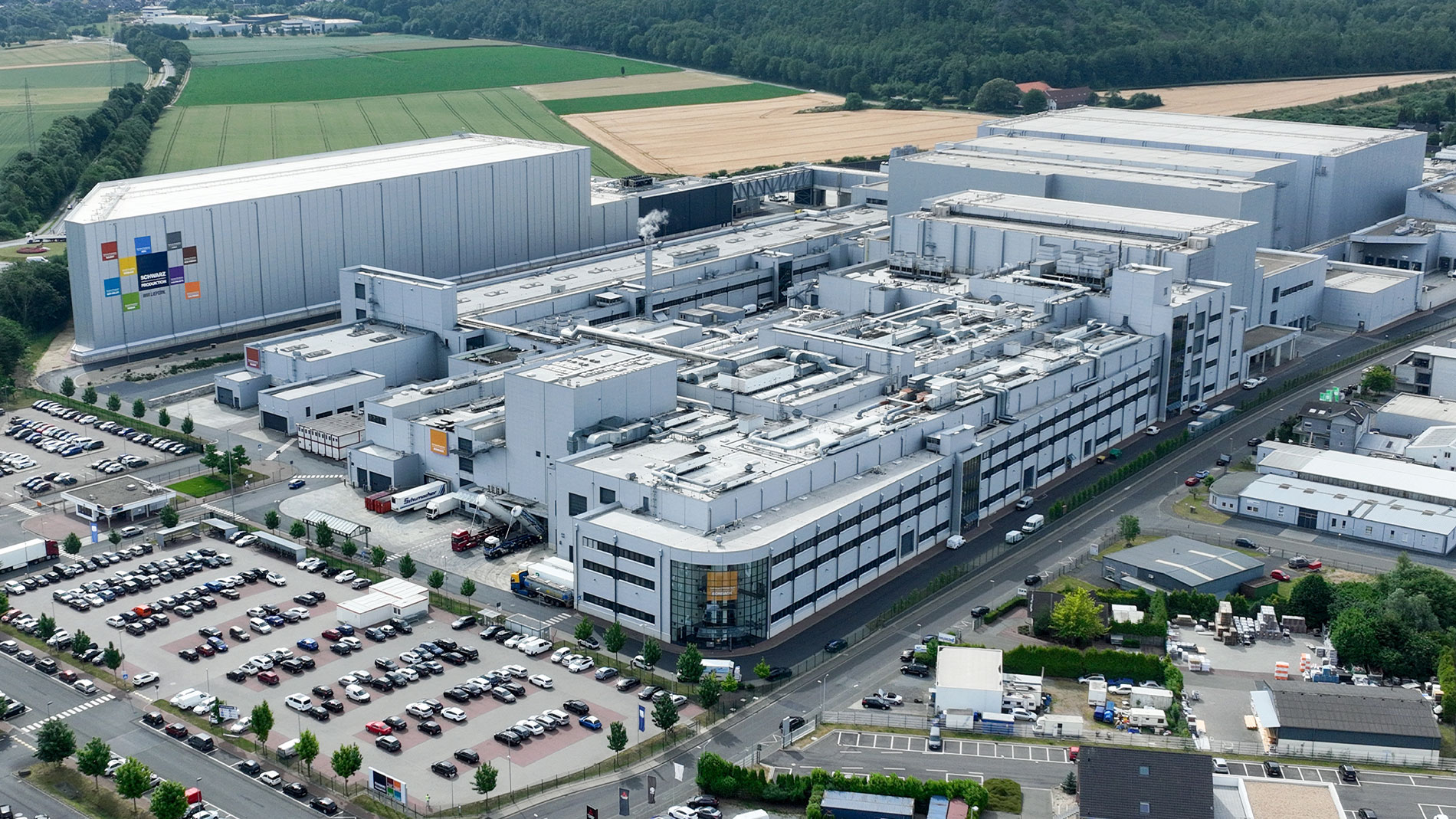
مصنع تابع لشركة شفارتس للإنتاج في أوباخ بالينبرغ.

لا تقوم سلسلة ليدل بإنتاج أيّ من منتجاتها بنفسها، بل تتولى ذلك الشركة الشقيقة "شفارتس للإنتاج"، التي تنتج علامات تجارية خاصة تُباع حصريًّا في متاجر ليدل وكاوفلاند فقط. في آذار/مارس 2009، بدأ العمل على إنشاء مصنع لإنتاج ألواح الشوكولاتة في مدينة أوباخ بالنبرغ بهدف بيعها في ليدل كمنتج خاص بها, وعند بدء الإنتاج في عام 2012، بلغت القدرة الإنتاجية نحو 1,050 لوحًا في الساعة، ثم تطوّرت لاحقًا لتصل إلى 100,000 لوحًا في الساعة. تجدر الإشارة إلى أنّ كتلة الشوكولاتة نفسها لا تُنتَج داخل المصنع، بل تُورَّد عبر شاحنات متخصصة. بالتزامن مع مصنع الشوكولاتة، أُنشئ مصنع لتعبئة المكسرات ومزيج من المكسرات والفواكه المجففة، وقد بدأ تشغيله في عام 2010. وتبلغ طاقته الإنتاجية حاليًّا قرابة 70,000 طن سنويًّا. وتُورَّد المكسرات والفواكه المجففة من جهات معالجة متخصصة. كما أُقيم، بالتوازي مع مصنع الشوكولاتة، مخبز كبير لإنتاج عجائن مجمّدة، تُخبز لاحقًا وتُباع في أفران متاجر ليدل وكاوفلاند المنتشرة في أوروبا. تبلغ مساحة العقار الصناعي في أوباخ بالينبرغ نحو 250,000 متر مربع، وهو مشغول تقريبًا بالكامل بالبُنى التحتية. ويقع على الجهة المقابلة من الطريق عقار إضافي تبلغ مساحته 150,000 متر مربع، ويُستخدم كموقف كبير للشاحنات، ويتصل بمنطقة الإنتاج الرئيسية عبر جسر.

## خدمات أخرى

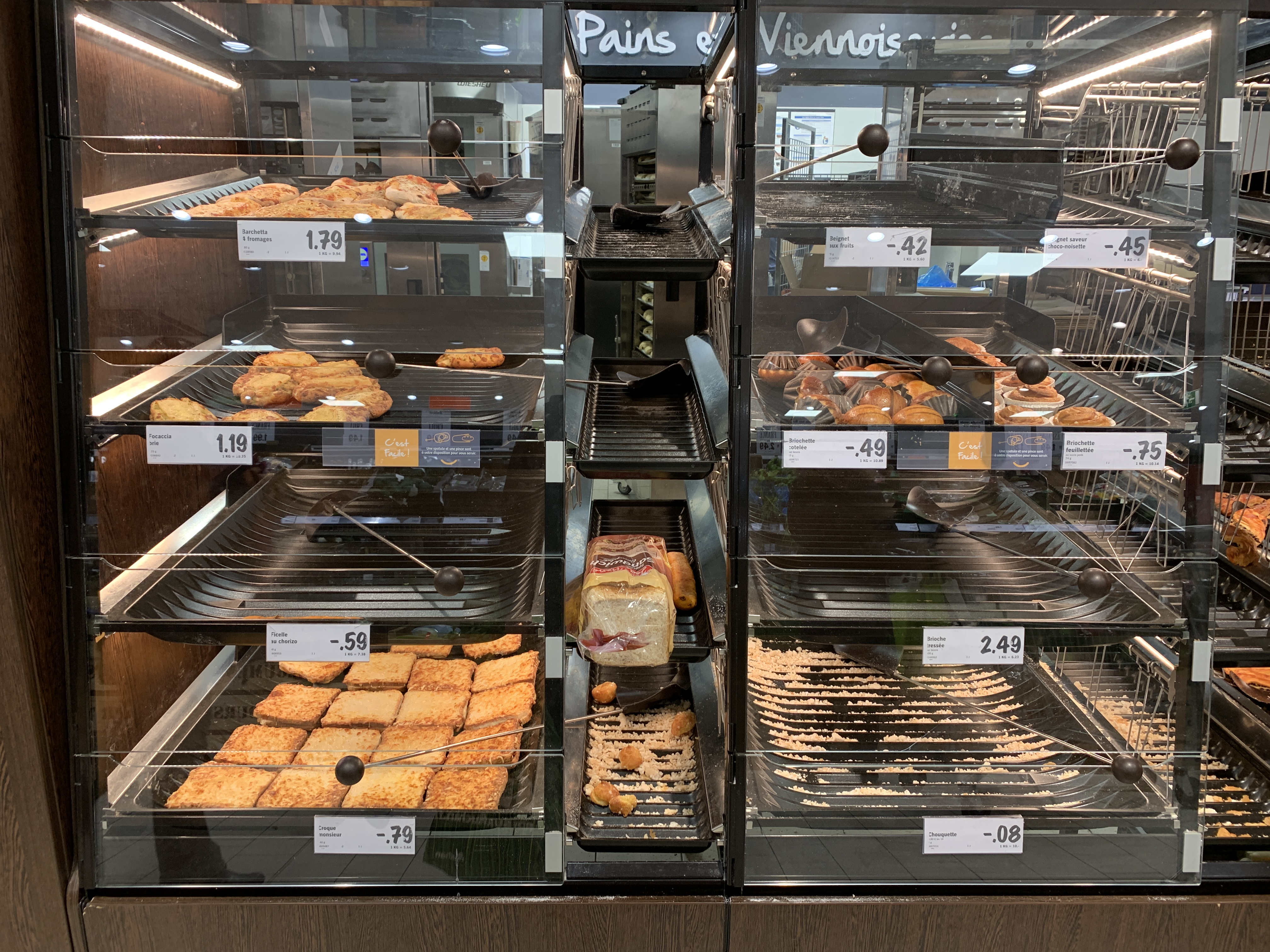
ليدل تتيح في كثير من الأحيان منتجات تُحضّر في المتجر نفسه، مثل المنتجات المتاحة في هذا المخبز ذاتي الخدمة داخل أحد متاجره سلسلة ليدل في فرنسا.

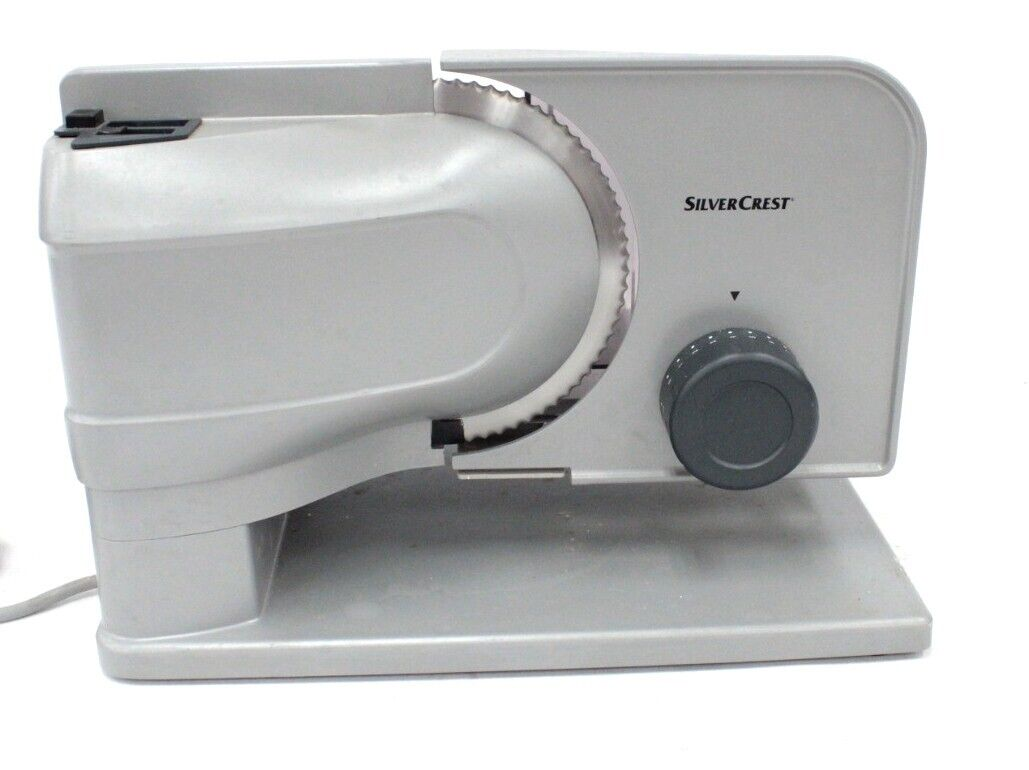
جهاز مطبخ يحمل العلامة التجارية سيلفاركريست، وهي العلامة التجارية الخاصة بشركة ليدل للأجهزة الكهربائية الاستهلاكية.

في تشرين الأول/أكتوبر سنة 2009، أطلقت شركة ليدل خدمة "أفلام ليدل" في المملكة المتحدة، متجاوزةً في انخفاض السعر خدمة تأجير الأقراص البصرية التي كانت تُعدّ الأرخص آنذاك في المملكة المتحدة. قد كانت الخدمة تعمل عبر شركة متخصصة في تأجير الأقراص تُدعى "أوت ناو". غير أن هذه الشركة أفلست في تشرين الأول/أكتوبر سنة 2011، مما أدى إلى توقف خدمة "أفلام ليدل" أيضًا. 
في كانون الثاني/يناير سنة 2012، أطلقت شركة ليدل أفرانًا داخل متاجرها في شتى أنحاء أوروبا. وتتألف هذه الأفران من منطقة خبز صغيرة تضم عددًا من الأفران، إلى جانب مساحة مخصصة لعرض الخبز والمعجّنات مثل الكرواسون, البيتزا وغيرها من الخبوزات للبيع. تم تجريب هذه الأفران في البداية داخل عدد محدود من الفروع، بهدف التحقق من وجود طلب على المنتجات الطازجة المخبوزة داخل المتجر أم لا. 
تم إطلاق علامة الهواتف المحمولة "ليدل كونيكت" في ألمانيا في تشرين الأول/أكتوبر سنة 2015، ثم في النمسا وسويسرا في شهري حزيران/يونيو وتموز/يوليو سنة 2019.

## التموضع العالمي

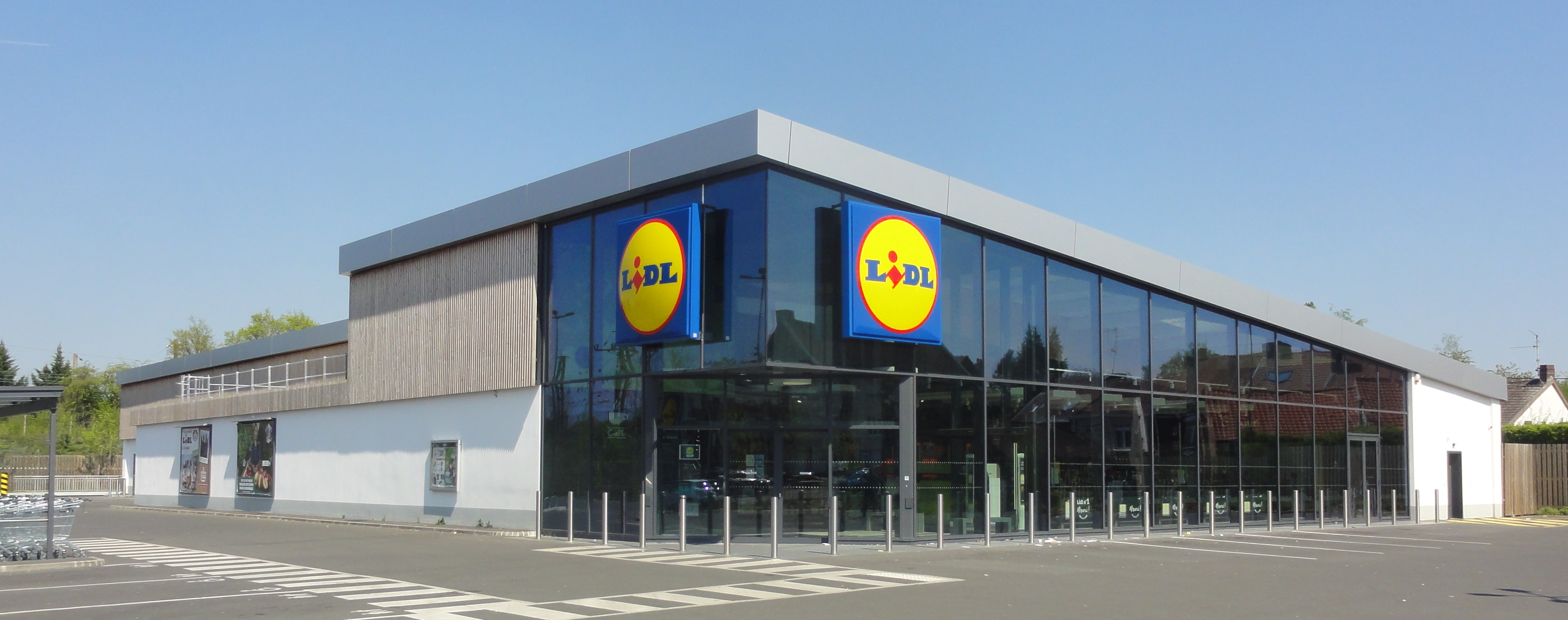
أحد متاجر سلسلة ليدل في فرنسا.

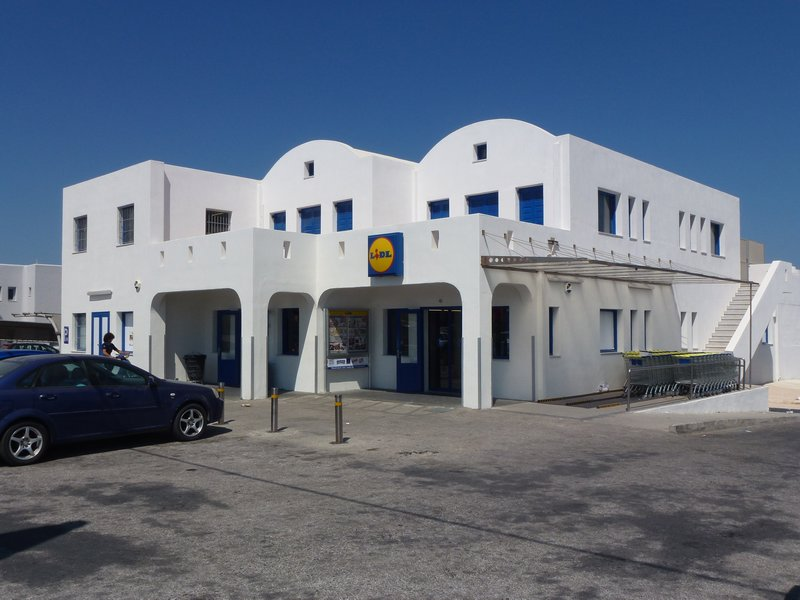
أحد متاجر سلسلة ليدل في اليونان.

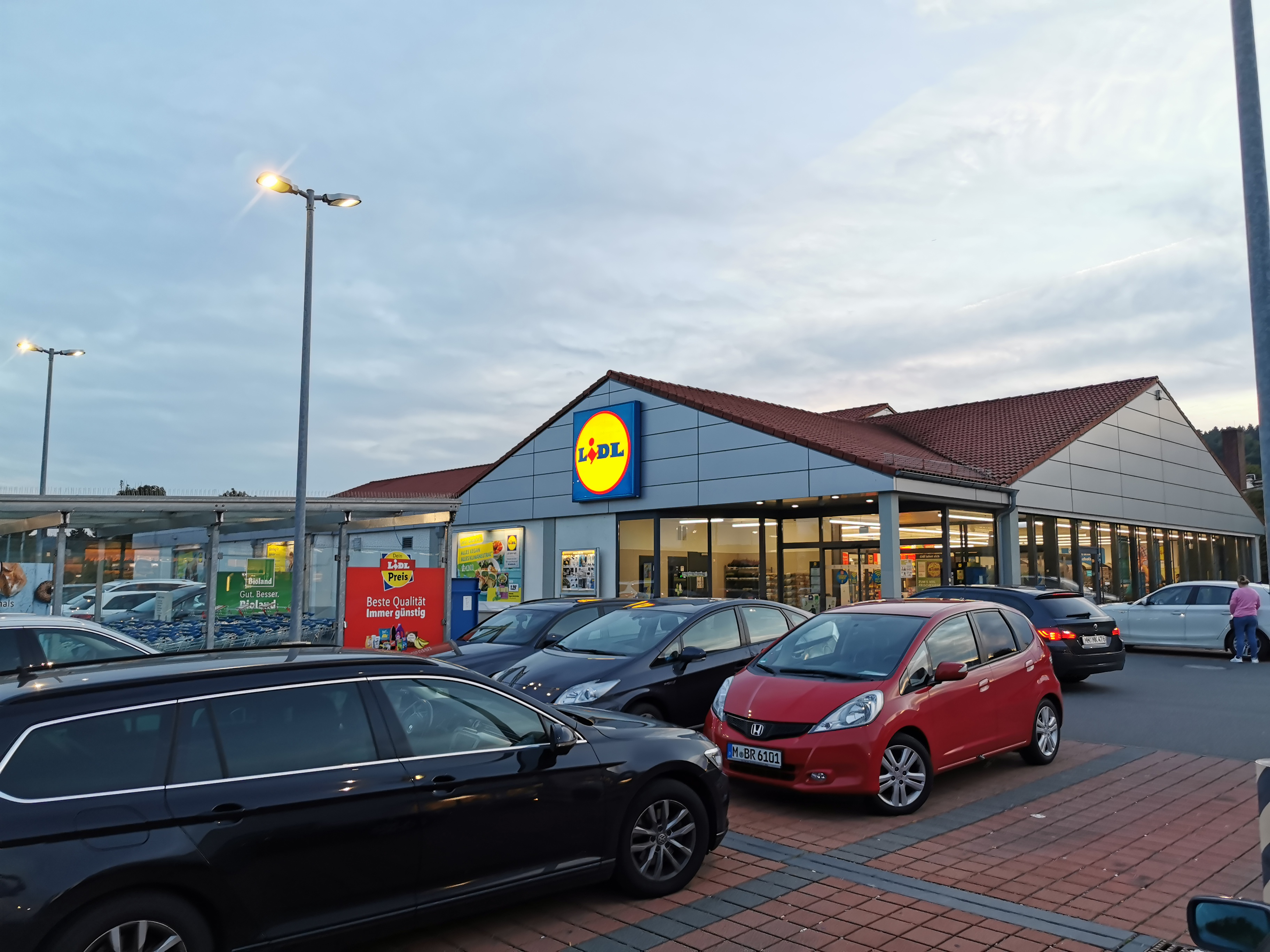
أحد متاجر سلسلة ليدل في المانيا.

اعتبارًا من عام 2025، أصبحت ليدل حاضرة بسلسلة متاجرها في 31 دولة. وتشغّل مؤسسة "إل دي" المتاجر داخل ألمانيا، بينما تتولى مؤسسة "ليدل وشركائه" تشغيل المتاجر في بقية الدول التي توجد فيها فروع لليدل.